# Bactrocera indentus
Bactrocera indentus är en tvåvingeart som först beskrevs av Hardy 1974.  Bactrocera indentus ingår i släktet Bactrocera och familjen borrflugor. Inga underarter finns listade.